# Zniewieściałość
Zniewieściałość – stan posiadania przez mężczyznę cech stereotypowo kobiecych, lub utrata cech stereotypowo męskich. Określenie to jest zwykle używane w celu krytyki lub wyszydzania tego faktu, w przeciwieństwie do zwykłego opisania mężczyzny jako kobiecego. Zniewieściałość powszechnie kojarzona ze słabością, emocjonalnością oraz nadmiernym dbaniem o wygląd i higienę, a także z zachowaniami homoseksualnymi.

## Etymologia
Odniesienia do problematyki zniewieściałości można odnaleźć w źródłach piśmienniczych pochodzących ze starożytności. W starożytnej grece słowa oznaczające zniewieściałość to:
- κίναιδος kinaidos (cinaedus w zlatynizowanej formie), lub
- μαλακοί (w zlatynizowanej formie malakoi).

Cinaedus to mężczyzna, który przebiera się lub flirtuje jak dziewczyna. Termin ten został zapożyczony z greckiego kinaidos (który z kolei mógł pochodzić z języka jońskich Greków z Azji Mniejszej) oznaczając przede wszystkim tancerza, który zabawiał swoją publiczność z tympanonem lub tamburynem w ręku i przybierał rozpustny styl, często sugestywnie poruszając pośladkami w sposób sugerujący stosunek analny.
Malakoi to z kolei słowo używane w starożytności do określania miękkości i słabości lub również na określenie heteroseksualnych mężczyzn, którzy przestrzegali greckiego zwyczaju codziennego golenia twarzy. Dopiero w czasach współczesnych temu określeniu zaczęto nadawać znaczenie odnoszące się jednoznacznie do homoseksualności i w ten sposób. W zoologii działowi zoologii zajmujący się badaniem mięczaków nadano nazwę malakologia, malakozoologia (z greckiego malakós-miękki).
W języku polskim Zniewieściałość pochodzi od słowa niewiasta, staropolskiego określenia na kobietę niezamężną.